# Carapa guianensis
Carapa guianensis är en tvåhjärtbladig växtart som beskrevs av Jean Baptiste Christophe Fusée Aublet. Carapa guianensis ingår i släktet Carapa och familjen Meliaceae. Inga underarter finns listade i Catalogue of Life.